# Ministerkabinett der Ukraine

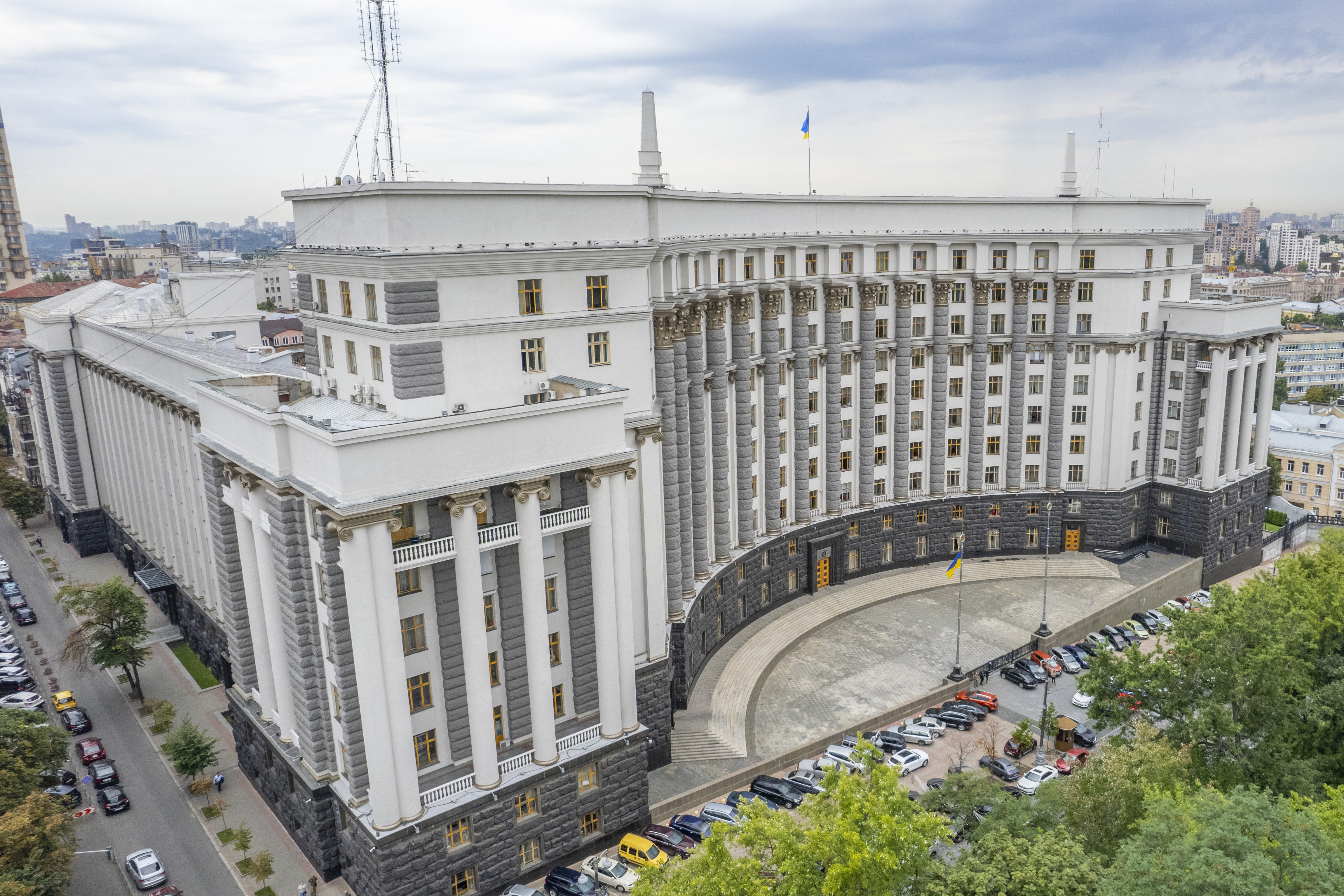
Regierungsgebäude der Ukraine

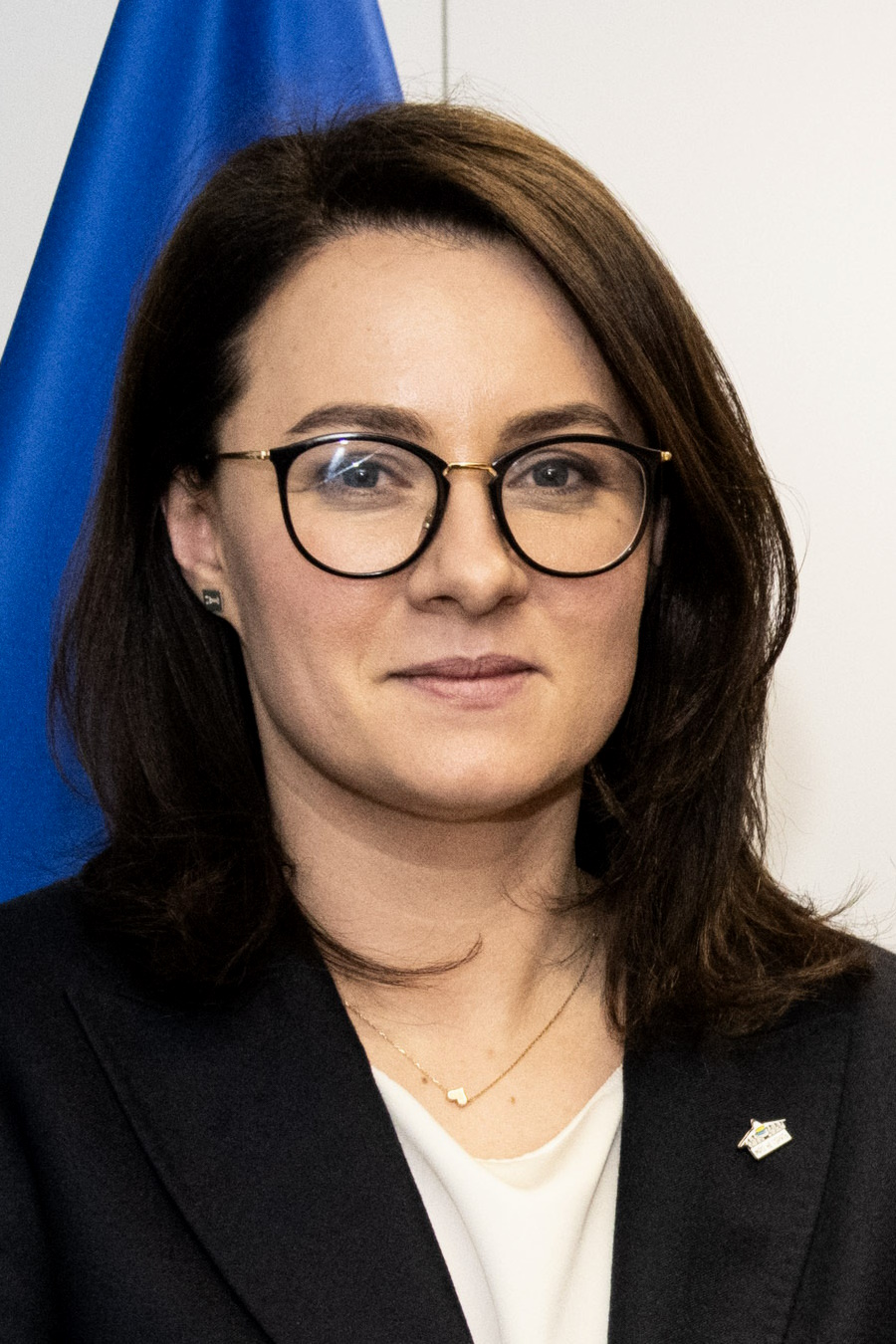
Amtierende Regierungschefin: Ministerpräsidentin Julija Swyrydenko

Die Regierung der Ukraine wird, seit der Unabhängigkeit der Ukraine im Jahr 1991, vom Ministerkabinett der Ukraine (ukrainisch Кабінет Міністрів України, Kabinet Ministriv Ukrajiny, „Kabinett der Minister der Ukraine“), dem obersten Organ der Exekutive der Ukraine, wahrgenommen.
Das Ministerkabinett hat seit 1991, in Nachfolge des Ministerrats der Ukrainischen SSR, seinen Sitz im Regierungsgebäude der Ukraine in der ukrainischen Hauptstadt Kiew. Ministerpräsidentin des aktuellen Kabinetts ist Julija Swyrydenko.

## Zusammensetzung
Das Kabinett setzt sich aus dem Ministerpräsidenten (ukrainisch Прем'єр-міністр України/ Prem’er Ministr Ukrajiny, „Premierminister der Ukraine“), dem Ersten Vize-Ministerpräsidenten, drei weiteren Vize-Ministerpräsidenten und den Ministern zusammen.
Der Ministerpräsident wird vom Präsidenten der Ukraine mit Zustimmung der Werchowna Rada, dem Parlament der Ukraine, ernannt und die übrigen Kabinettsmitglieder werden auf Vorschlag des Ministerpräsidenten vom Staatspräsidenten ernannt. Die Amtszeit des Kabinetts ist an die Amtszeit des Ministerpräsidenten gebunden. Die Werchowna Rada kann gegen den Ministerpräsidenten ein Misstrauensvotum abgeben, mit der Folge, dass dieser und mit ihm das gesamte Kabinett durch den Staatspräsidenten aus dem Amt zu entlassen ist. Das Ministerkabinett ist durch seine doppelseitige Ernennung und Entlassung für seine Arbeit auf Mehrheiten in der Werchowna Rada ebenso angewiesen wie auf die Unterstützung des Staatspräsidenten.

## Jüngste Geschichte
Zuletzt war die, unter massiven Verstößen zugunsten der Partei der Regionen bei den Parlamentswahlen 2012 an die Macht gelangte Regierung unter Ministerpräsident Mykola Asarow von der Partei der Regionen auf die Unterstützung der Kommunistischen Partei und unabhängiger Abgeordneter angewiesen.
Ministerpräsident Mykola Asarow wurde von Staatspräsident Wiktor Janukowytsch auf dessen Rücktrittsgesuch vom 28. Januar 2014 in Folge des Euromaidan von der Werchowna Rada entlassen.
Mit den Regierungsgeschäften bis zur Ernennung einer neuen Regierung wurde der bisherige Erste Vize-Ministerpräsident Serhij Arbusow, ebenfalls von der Partei der Regionen, kommissarisch bestimmt.
Am 22. Februar 2014 bestimmte die Werchowna Rada, Arbusow als geschäftsführenden Ministerpräsidenten zu entlassen und die Leitung des Ministerkabinetts bis zur Wahl eines neuen Ministerpräsidenten auf den Sprecher der Werchowna Rada, Oleksandr Turtschynow (Vaterlandspartei) zu übertragen.
Vom 27. Februar 2014 bis zum 2. Dezember 2014 war die Übergangsregierung Jazenjuk im Amt, deren angebotener Rücktritt am 24. Juli 2014 vom Parlament verworfen wurde. Ab dem 2. Dezember 2014 war das zweite Kabinett Jazenjuk, eine Koalitionsregierung, die sich nach der Parlamentswahl Ende Oktober gebildet hatte, im Amt. Arsenij Jazenjuk wurde als Ministerpräsident bestätigt. Nach einer Regierungskrise ab Februar 2016, die den Verlust der parlamentarischen Mehrheit der Regierung Jazenjuk zur Folge hatte, verkündete Arsenij Jazenjuk am 10. April seinen Rücktritt als Ministerpräsident, der am 14. April 2016 durch die Werchowna Rada bestätigt wurde. Am selben Tag wurde Wolodymyr Hrojsman zu seinem Amtsnachfolger gewählt.
Nach der Präsidentschaftswahl am 21. April 2019, die der Politikneuling Wolodymyr Selenskyj für sich entscheiden konnte, löste dieser bei seiner Antrittsrede in der Werchowna Rada am 20. Mai 2019 das Parlament auf, was zu vorgezogenen Neuwahlen am 21. Juli 2019 führte, die die Partei des Präsidenten Sluha narodu (Diener des Volkes) mit absoluter Mehrheit gewann. Auf der ersten Sitzung des neu gewählten Parlamentes am 29. August 2019 wurden die von Selenskyj vorgeschlagenen Minister durch Wahl des Parlaments bestätigt. Das vorige Kabinett bestand aus 25 Ministern. Die Werchowna Rada ernannte 17 Personen zur neuen Regierung. Das neue Kabinett bestand aus 15 statt 19 Ministerien.

## Aktuelles Kabinett
Seit 17. Juli 2025 ist das Kabinett Swyrydenko im Amt.